# (1424) Sundmania
(1424) Sundmania – planetoida z pasa głównego asteroid okrążająca Słońce w ciągu 5 lat i 254 dni w średniej odległości 3,19 au. Została odkryta 9 stycznia 1937 roku w Obserwatorium Iso-Heikkilä w Turku przez Yrjö Väisälä. Nazwa planetoidy pochodzi od Karla Sundmana (1873 – 1949), fińskiego matematyka, dyrektora Obserwatorium Helsingfors. Przed nadaniem nazwy planetoida nosił oznaczenie tymczasowe (1424) 1937 AJ.